# 코마야과

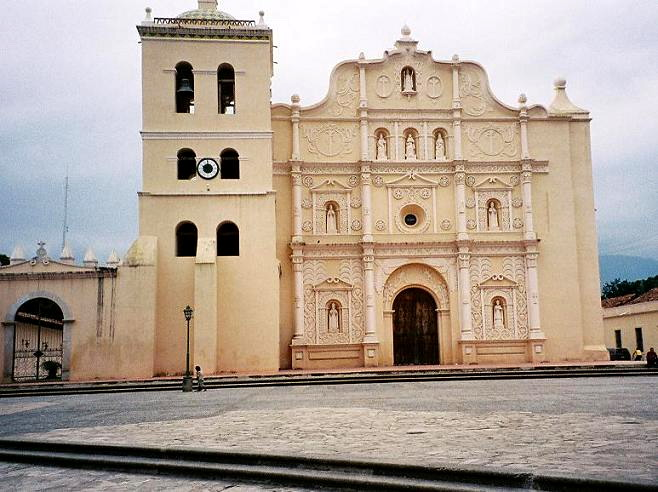
코마야과

코마야과(스페인어: Comayagua)는 온두라스 중부에 위치한 도시로 코마야과 주의 주도이며 인구는 60,078명(2005년 기준)이다.
1537년 12월 8일 스페인의 콩키스타도르에 의해 건설되었다. 스페인으로부터 독립한 중앙아메리카 연방 공화국이 수립한 이후에는 온두라스 주의 주도였다. 온두라스가 독립한 이후에는 코마야과를 연고지로 하는 보수당과 테구시갈파를 연고지로 하는 자유당 간의 갈등으로 인해 온두라스의 수도가 계속 변경되었다. 이러한 상황은 1880년 온두라스의 수도가 테구시갈파로 정해질 때까지 계속되었다. 2012년에는 시내에 위치한 교도소에서 화재(온두라스 교도소 화재)가 일어났다.

## 같이 보기
- 온두라스 교도소 화재